# Lourdes (Belo Horizonte)
Lourdes é um bairro nobre da Zona Centro-Sul de Belo Horizonte.
O bairro é conhecido como importante centro gastronômico e como uma das áreas mais caras da cidade.

## História
Fundado oficialmente em meados da década de 30, o bairro de Lourdes, localizado na região Centro - Sul começou a surgir bem antes, sob a proteção da Basílica de Nossa Senhora de Lourdes, inaugurada em 1923. O bairro consta do projeto original de Belo Horizonte, no qual a cidade tinha a área urbana limitada pela Avenida do Contorno.
Inicialmente repleto de casas, o bairro foi modificando aos poucos sua natureza, acompanhando o crescimento de Belo Horizonte. Porém, mantém diversos casarões imponentes e valorizados. Destaque, ainda, para a Sede Administrativa do Clube Atlético Mineiro, fundada em 1962. O local onde funciona hoje o Shopping Diamond Mall era, originalmente, o Estádio Antônio Carlos, inaugurado pelo clube em 30 de maio 1929, ao lado de sua sede.

## Atualidade
O bairro possui casarões antigos e atualmente cresceu o número de condomínios comerciais e residenciais modernos. A beleza da região, as ruas arborizadas e a localização privilegiada são características que ainda hoje fazem do Lourdes um dos espaços mais disputados da capital. Grandes jardins continuam a embelezar a fachada dos prédios e ruas com passeios largos dão uma característica diferenciada ao projeto urbanístico local.

## Localização
A localização privilegiada com restaurantes premiados pela crítica e público, como Favorita, Taste Vin, Pizzaria Marília, Kei, D’artagnan, Maria de Lourdes, Ah! Bom e Specialli, dentre outros, se instalaram por lá e atendem primorosamente a paladares refinados e gostos exigentes. Também possui lojas mais requintadas que vão desde antiquários como o Marco Grilli e o Via Marília, a móveis de design moderno, passando pelo melhor da moda mineira às grifes internacionais, como Bárbara Bella, Via Della Spiga, Vila Vitinni, M&Guia, Um, Deux, Trois, entre outras. Supermercados, o Shopping Diamond Mall com produtos e serviços sofisticados e bares tradicionais como o Tip Top, o Tizé e o Bar do Lopes, também se distinguem neste cenário, além de escolas tradicionais como a Faculdade Metodista Izabella Hendrix.

## Principais pontos comerciais e financeiros
- Shopping Diamond Mall - (na divisa com o bairro Santo Agostinho)

## Lazer, esporte e educação

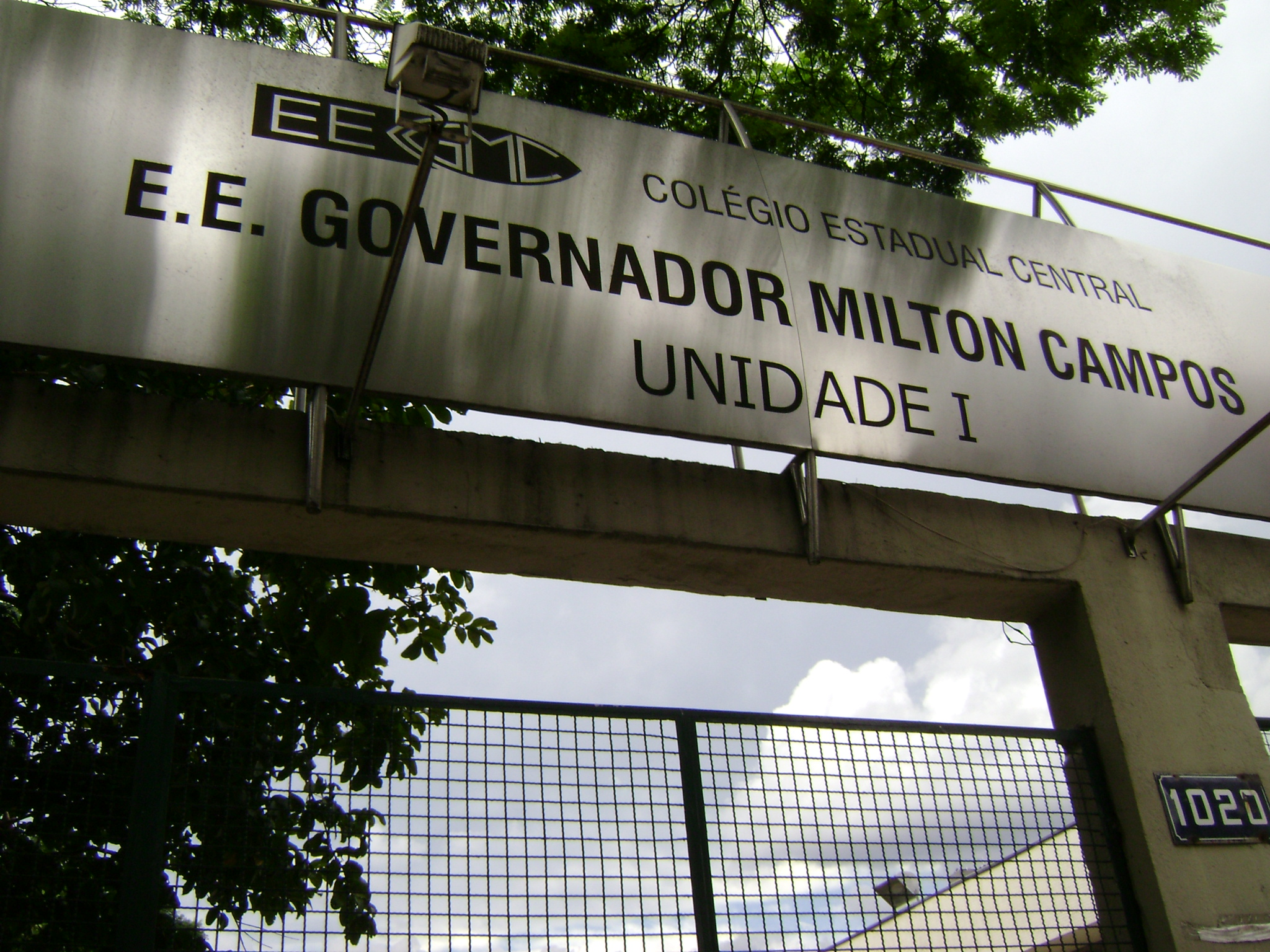
Entrada no Colégio Estadual Central, atual Governador Milton Campos.

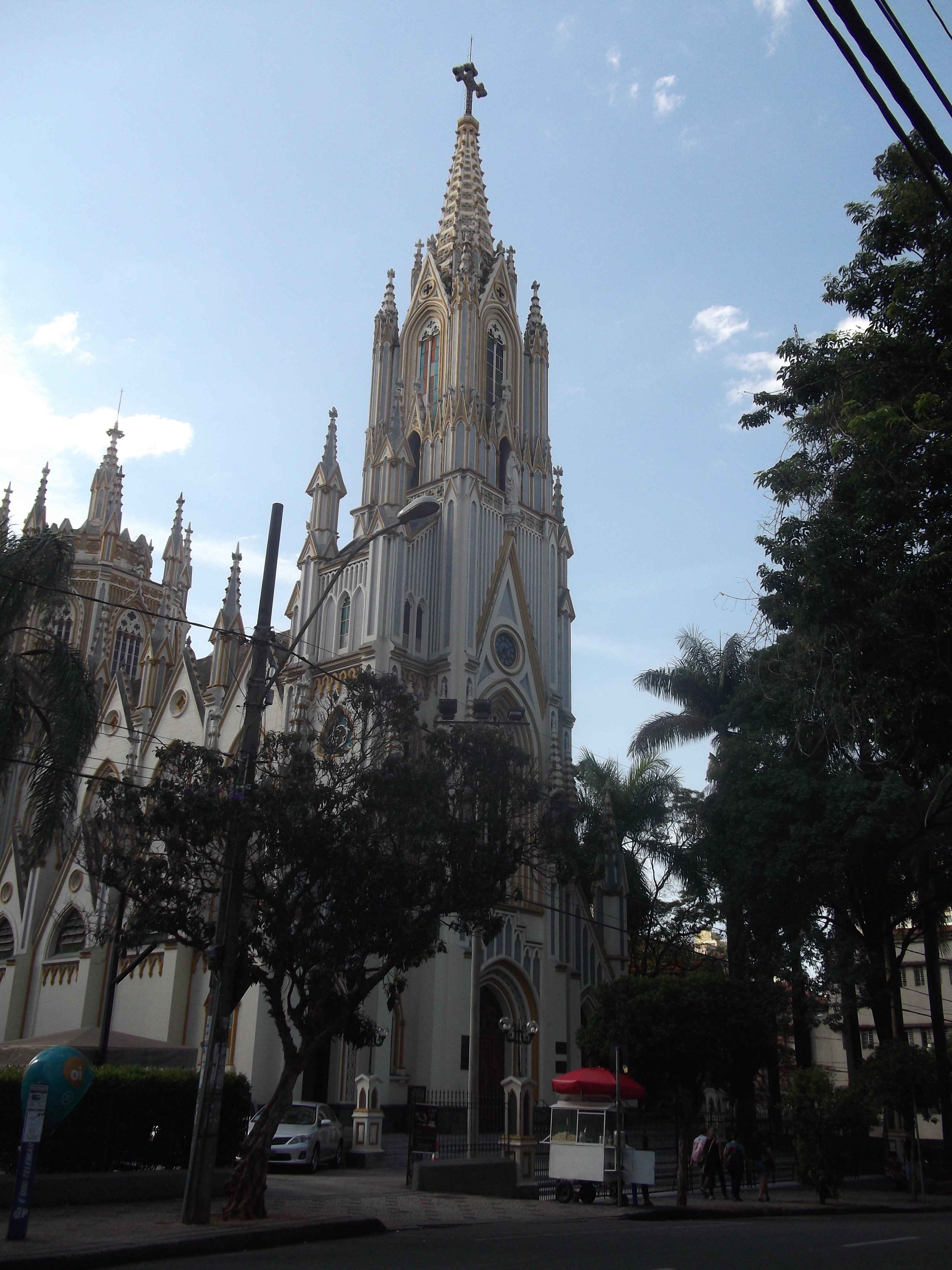
Basílica Nossa Senhora de Lourdes

- Escola Estadual Governador Milton Campos (ainda mais conhecida pelo antigo nome de "Colégio Estadual Central", com projeto arquitetônico de Oscar Niemeyer).
- Instituto Metodista Izabela Hendrix.
- Minas Tênis Clube.
- Colégio e Pré-Vestibular Bernoulli
- Sede administrativa do Clube Atlético Mineiro
- Centro Universitário de Belo Horizonte

## Principais vias
- Rua da Bahia
- Avenida Bias Fortes
- Avenida Álvares Cabral
- Avenida Olegário Maciel
- Avenida do Contorno

## Bairros vizinhos
- Santo Agostinho
- Centro
- Boa Viagem
- Savassi
- Santo Antônio
- Cidade Jardim